# Contea di Sua
La contea di Sua, in inglese Sua county, è una delle quattordici suddivisioni amministrative di secondo livello, delle Samoa Americane. L'ente fa parte del Distretto orientale, ha una superficie di 17,82 km² e 3.417 abitanti.

## Geografia fisica
Sua comprende una zona nord-orientale dell'isola Tutuila tra la  punta Breakers la  baia di Faga'itua, la  baia di 'Aoa e  punta Craggy. Ne fa parte anche l'isola  Nuusetoga.

### Baie
Il distretto comprende le seguenti baie: 
- Baia di Faga'itua
- Baia di Masefau
- Baia di Afono

### Contee confinanti
- Contea di Vaifanua (Distretto orientale) -  nord-ovest nord-est
- Contea di Ma'Oputasi (Distretto orientale) -  sud-ovest
- Contea di Sa'Ole (Distretto orientale) - sud-est

### Principali strade
- American Samoa Highway 001, principale collegamento stradale dell'isola Tutuila. Collega Leone a Faga'itua.
- American Samoa Highway 006, collega Aua a Vatia.

## Villaggi
La contea comprende 11 villaggi. 
- Afono
- Alega
- Amaua
- Aumi
- Auto
- Avaio
- Faga'itua
- Lauli'i
- Masausi
- Masefau
- Sa'ilele